# 奥斯卡·费钦格
奥斯卡·威廉·费钦格（英語：Oskar Wilhelm Fischinger，1900年6月22日—1967年1月31日），德裔美国人，抽象动画师、电影制片人、画家。其最受矚目的是在電腦图形和音乐录像出现的几十年前就创造了抽象音乐动画。他为弗里茨·朗在1929年的《Woman In The Moon》创作的特效是最早一批的科幻电影之一。他制作了超过50部短片，绘制了约800幅画，其中许多画在世界各地的博物馆、画廊或画册中收藏。他的电影作品《Motion Painting No. 1》（1947）现在被登记在美国國會圖書館的國家影片登記表中。

## 外部連接
- 官方网站
- Center for Visual Music （页面存档备份，存于） (CVM) Nonprofit film archive
  - gift of The Fischinger Trust. Fischinger Research. Center for Visual Music.
  -  [Space Light Art] (Three screen projection reconstruction). Exhibition.   [2017-06-23]. （原始内容存档于2018-02-11）.
  -  Vimeo上的CVM's Oskar Fischinger films頻道 (excerpts)
- [Space Light Art] (Three screen projection reconstruction). Whitney Museum. Oct 26, 2016  [2017-06-23]. （原始内容存档于2020-09-19）.
- Oskar Fischinger在互联网电影资料库（IMDb）上的資料（英文）
- Reichmann, Hans-Peter. Sammlung Oskar Fischinger [Oskar Fischinger Collection]. Frankfurt am Main: Deutsches Filminstitut. （德文）
- Petzke, Ingo. . Academia.edu. 2012. 1821277.